# شهرستان چیستوپولسکی
شهرستان چیستوپولسکی (به لاتین: Chistopolsky District) یک شهرستان در روسیه است که در تاتارستان واقع شده‌است.